# 陕西警察学院
陕西警察学院是中华人民共和国陕西省西安市的一所全日制本科公办普通高等学校。现有浐灞、秦都、雁塔3个校区，占地540余亩；其中浐灞校区为主校区。
1952年，举办陕西省司法干部训练班；1955年，举办中等专业教育；1992年，举办成人大专教育；1999年，举办高职教育。2003年4月，陕西省政法管理干部学院、陕西省人民警察学校、陕西省司法学校、陕西省警官学校等四校合并为陕西警官职业学院；2004年4月，教育部备案为全日制高等职业院校；2016年，学校整体转制为公安院校。2024年5月30日，教育部正式批复同意陕西警官职业学院升格为陕西警察学院。